# Operatore modale
Un operatore modale è un operatore della logica modale. Esso è anche chiamato  connettivo modale in quanto è un connettivo logico di quest'ultima. È un operatore che forma proposizioni a partire da proposizioni. In generale, un operatore modale ha la proprietà "formale" di non essere vero-funzionale nel senso seguente: il valore di verità delle formule composte dipende talvolta da fattori aggiuntivi rispetto al valore di verità delle proposizioni componenti.
Nel caso della logica modale aletica, un operatore modale può dirsi vero-funzionale nella misura in cui esso è sensibile solo alla distribuzione dei valori di verità attraverso i mondi possibili, attuali o meno. Infine, un operatore modale è "intuitivamente" caratterizzato dall'esprimere un atteggiamento modale (come necessità, possibilità, credenza o conoscenza) rispetto alla proposizione a cui l'operatore è applicato.
Le regole di sintassi per gli operatori modali di necessità {\displaystyle \Box }  e {\displaystyle \Diamond } sono molto simili a quelli dei quantificatori universali ed esistenziali. Qualsiasi formula con operatori  {\displaystyle \Box } e {\displaystyle \Diamond }, e i soliti connettivi logici del calcolo proposizionale ({\displaystyle \land ,\lor ,\neg ,\rightarrow ,\leftrightarrow }) può essere riscritta in una forma normale de dicto simile alla forma normale prenessa.
Gli operatori modali  {\displaystyle \Box } e {\displaystyle \Diamond } quantificano su mondi possibili accessibili e si legano a qualsiasi formula del loro ambito, così come i quantificatori universali ed esistenziali si legano a variabili proposizionali o predicate. Per esempio, {\displaystyle (\exists x(x^{2}=1))\land (0=y)} è logicamente equivalente a {\displaystyle \exists x(x^{2}=1\land 0=y)}, but {\displaystyle (\Diamond (x^{2}=1))\land (0=y)} non è logicamente equivalente a {\displaystyle \Diamond (x^{2}=1\land 0=y)}; Invece, {\displaystyle \Diamond (x^{2}=1\land 0=y)} è logicamente equivalente a {\displaystyle (\Diamond (x^{2}=1))\land \Diamond (0=y)}.
Quando ci sono sia operatori modali che quantificatori in una formula, un ordine diverso di una coppia di operatori modali e quantificatori adiacenti può portare a significati semantici diversi; Inoltre, quando è coinvolta la logica multimodale, un diverso ordine di una coppia adiacente di operatori modali può anche portare a diversi significati semantici. Inoltre, quando è coinvolta la logica multimodale, un diverso ordine di una coppia di operatori modali adiacenti può condurre a significati molto diversi.
L'operatore modale può essere interpretato secondo diverse logiche modali o modalità linguistiche. Ogni tipo di logica modale possiede i propri operatori modali. Si distinguono una logica aletica, deontica, assiologica, epistemica, doxastica e una logica boulomaica.